# Sc Heerenveen in het seizoen 2018/19 (vrouwen)
Het seizoen 2018/2019 was het 12e jaar in het bestaan van de Heerenveense vrouwenvoetbalclub sc Heerenveen. De club kwam uit in de Eredivisie en eindigde op de zesde plaats. In het toernooi om de KNVB beker reikte de ploeg tot de kwartfinale. Hierin was FC Twente te sterk met 2–1.

## Wedstrijdstatistieken

### Eredivisie
|       | Achilles '29 | ADO Den Haag | AFC Ajax | VV Alkmaar | Excelsior/Barendrecht | PEC Zwolle | PSV   | FC Twente |
| ----- | ------------ | ------------ | -------- | ---------- | --------------------- | ---------- | ----- | --------- |
| Thuis | 6 – 0        | 0 – 3        | 1 – 1    | 3 – 5      | 1 – 0                 | 3 – 3      | 0 – 5 | 0 – 2     |
| Uit   | 2 – 6        | 4 – 1        | 3 – 0    | 0 – 7      | 2 – 2                 | 0 – 3      | 6 – 1 | 0 – 0     |

#### Plaatseringsgroep 6–9
|       | Achilles '29 | VV Alkmaar | Excelsior/Barendrecht |
| ----- | ------------ | ---------- | --------------------- |
| Thuis | 6 – 0        | 1 – 1      | 3 – 0                 |
| Uit   | 2 – 6        | 1 – 1      | 0 – 4                 |
|       | 12 – 0 (T)   | 3 – 4 (U)  | 3 – 1 (T)             |

### KNVB beker
| Achtste finale                        | SV Saestum                            | 3 – 4 (2 – 1) n.v. | sc Heerenveen                                      |  |
| Plaats: Zeist Sportpark Noordweg      | Onbekend 3' Onbekend 19' Onbekend 47' |                    | Fenna Kalma –', 118' Tiny Hoekstra 90+2' Elze Huls |  |
| Kwartfinale                           | FC Twente                             | 2 – 1 (0 – 0)      | sc Heerenveen                                      |  |
| Plaats: Enschede Sportpark 't Wilbert | Joëlle Smits –' (pen.) Jassina Blom   |                    | 73' Suzanne Admiraal                               |  |

## Statistieken sc Heerenveen 2018/2019

### Eindstand sc Heerenveen in de Nederlandse Eredivisie Vrouwen 2018 / 2019
| Stand | Gespeeld | Gewonnen | Gelijk | Verloren | Punten | Doelpunten voor | Doelpunten tegen | Gele kaarten | Rode kaarten |
| ----- | -------- | -------- | ------ | -------- | ------ | --------------- | ---------------- | ------------ | ------------ |
| 7e    | 16       | 5        | 4      | 7        | 19     | 34              | 36               | 6            | 1            |

### Eindstand sc Heerenveen in de plaatseringsgroep 2018 / 2019
| Stand | Gespeeld | Gewonnen | Gelijk | Verloren | Punten | Doelpunten voor | Doelpunten tegen | Gele kaarten | Rode kaarten |
| ----- | -------- | -------- | ------ | -------- | ------ | --------------- | ---------------- | ------------ | ------------ |
| 6e    | 9        | 7        | 2      | 0        | 33     | 40              | 8                | 2            | 0            |

### Topscorers
| #      | Naam                    | Goal |
| ------ | ----------------------- | ---- |
| 1.     | Tiny Hoekstra           | 27   |
| 2.     | Fenna Kalma             | 13   |
| 3.     | Suzanne Admiraal        | 9    |
| 4.     | Quinty Sabayo           | 8    |
| 5.     | Kersten Kasparij        | 5    |
| 6.     | Nathalie van den Heuvel | 3    |
| 6.     | Laura Strik             | 3    |
| 7.     | Wiëlle Douma            | 2    |
| 8.     | Chantal Schouwstra      | 1    |
| 8.     | Dayna Schra             | 1    |
| 8.     | Danique Ypema           | 1    |
| Totaal | Totaal                  | 74   |

| #      | Naam             | Goal |
| ------ | ---------------- | ---- |
| 1.     | Tiny Hoekstra    | 2    |
| 2.     | Suzanne Admiraal | 1    |
| 2.     | Elze Huls        | 1    |
| 2.     | Fenna Kalma      | 1    |
| Totaal | Totaal           | 5    |

### Kaarten
| #      | Naam               |   |
| ------ | ------------------ | - |
| 1.     | Quinty Sabajo      | 2 |
| 2.     | Tiny Hoekstra      | 1 |
| 2.     | Fenna Kalma        | 1 |
| 2.     | Chantal Schouwstra | 1 |
| 2.     | Laura Strik        | 1 |
| 2.     | Devi Venema        | 1 |
| 2.     | Noah Waterham      | 1 |
| Totaal | Totaal             | 8 |

| #      | Naam        |   |
| ------ | ----------- | - |
| 1.     | Fenna Kalma | 1 |
| Totaal | Totaal      | 0 |

| #      | Naam           |   |
| ------ | -------------- | - |
| –      | Geen speelster | 0 |
| Totaal | Totaal         | 0 |